# Espace urbain de Brest
L'espace urbain de Brest est un espace urbain constitué autour des villes de Brest, Landerneau et Landivisiau dans le Finistère. Par la population, c'est le 18e (numéro INSEE : 1R) des 96 espaces urbains français. En 1999, sa population était d’environ 344 000 habitants, répartis sur une superficie de 1 241,2 km2.

## Caractéristiques
Dans les limites définies en 1999 par l'INSEE, l'espace urbain de Brest est un espace urbain multipolaire composé de trois aires urbaines et de 14 communes multipolarisées, toutes des communes rurales. Il comprend au total 67 communes.
Structure
Données de 1999 pour les aires urbaines, et de 2006 pour les communes multipolarisées.
| Zonage                   | Nombre de communes | Population (1999/2006) | Superficie (km2) | Densité (hab./km2) |
| ------------------------ | ------------------ | ---------------------- | ---------------- | ------------------ |
| Aires urbaines           | 53                 |                        |                  |                    |
| Brest                    | 51                 | 303 484                | 969,49           | 313,03             |
| Landerneau               | 1                  | 14 281                 | 13,19            | 1 082,71           |
| Landivisiau              | 1                  | 8 751                  | 18,98            | 461,06             |
| Communes multipolarisées | 14                 | 18 466                 | 239,54           | 77,09              |
| Total                    | 67                 | 344 982                | 1 241,2          | 277,94             |

## Les communes multipolarisées
| Code INSEE | Commune           | Type                          | Dép.      |  | Population (2006) | Superficie (km2) | Densité (hab./km2) |
| ---------- | ----------------- | ----------------------------- | --------- |  | ----------------- | ---------------- | ------------------ |
|            | Kernilis          | Commune rurale multipolarisée | Finistère |  | +0 0001 185,      | +0010,13         | +00116,98          |
|            | La Martyre        | Commune rurale multipolarisée | Finistère |  | +00 000730,       | +0018,01         | +00040,53          |
|            | La Roche-Maurice  | Commune rurale multipolarisée | Finistère |  | +0 0001 851,      | +0012,06         | +00153,74          |
|            | Lampaul-Guimiliau | Commune rurale multipolarisée | Finistère |  | +0 0002 033,      | +0017,48         | +00116,3           |
|            | Lanneuffret       | Commune rurale multipolarisée | Finistère |  | +00 000103,       | +0002,24         | +00045,98          |
|            | Locmélar          | Commune rurale multipolarisée | Finistère |  | +00 000426,       | +0015,55         | +00027,4           |
|            | Pencran           | Commune rurale multipolarisée | Finistère |  | +0 0001 425,      | +0008,93         | +00159,57          |
|            | Ploudaniel        | Commune rurale multipolarisée | Finistère |  | +0 0003 649,      | +0046,28         | +00078,85          |
|            | Ploudiry          | Commune rurale multipolarisée | Finistère |  | +00 000897,       | +0027,19         | +00032,99          |
|            | Plouédern         | Commune rurale multipolarisée | Finistère |  | +0 0002 672,      | +0019,62         | +00136,19          |
|            | Plougourvest      | Commune rurale multipolarisée | Finistère |  | +0 0001 219,      | +0014,07         | +00086,64          |
|            | Plounéventer      | Commune rurale multipolarisée | Finistère |  | +0 0001 659,      | +0027,28         | +00060,81          |
|            | Saint-Éloy        | Commune rurale multipolarisée | Finistère |  | +00 000198,       | +0012,42         | +00015,94          |
|            | Trémaouézan       | Commune rurale multipolarisée | Finistère |  | +00 000419,       | +0008,3          | +00050,48          |